# Piossasco
Piossasco é uma comuna italiana da região do Piemonte, província de Turim, com cerca de 16.138 habitantes. Estende-se por uma área de 39 km², tendo uma densidade populacional de 414 hab/km². Faz fronteira com Trana, Rivalta di Torino, Sangano, Bruino, Cumiana, Volvera.

## Demografia
| Variação demográfica do município entre 1861 e 2011                               |
|                                                                                   |
| Fonte: Istituto Nazionale di Statistica (ISTAT) - Elaboração gráfica da Wikipedia |